# Mecklenburg-Vorpommern

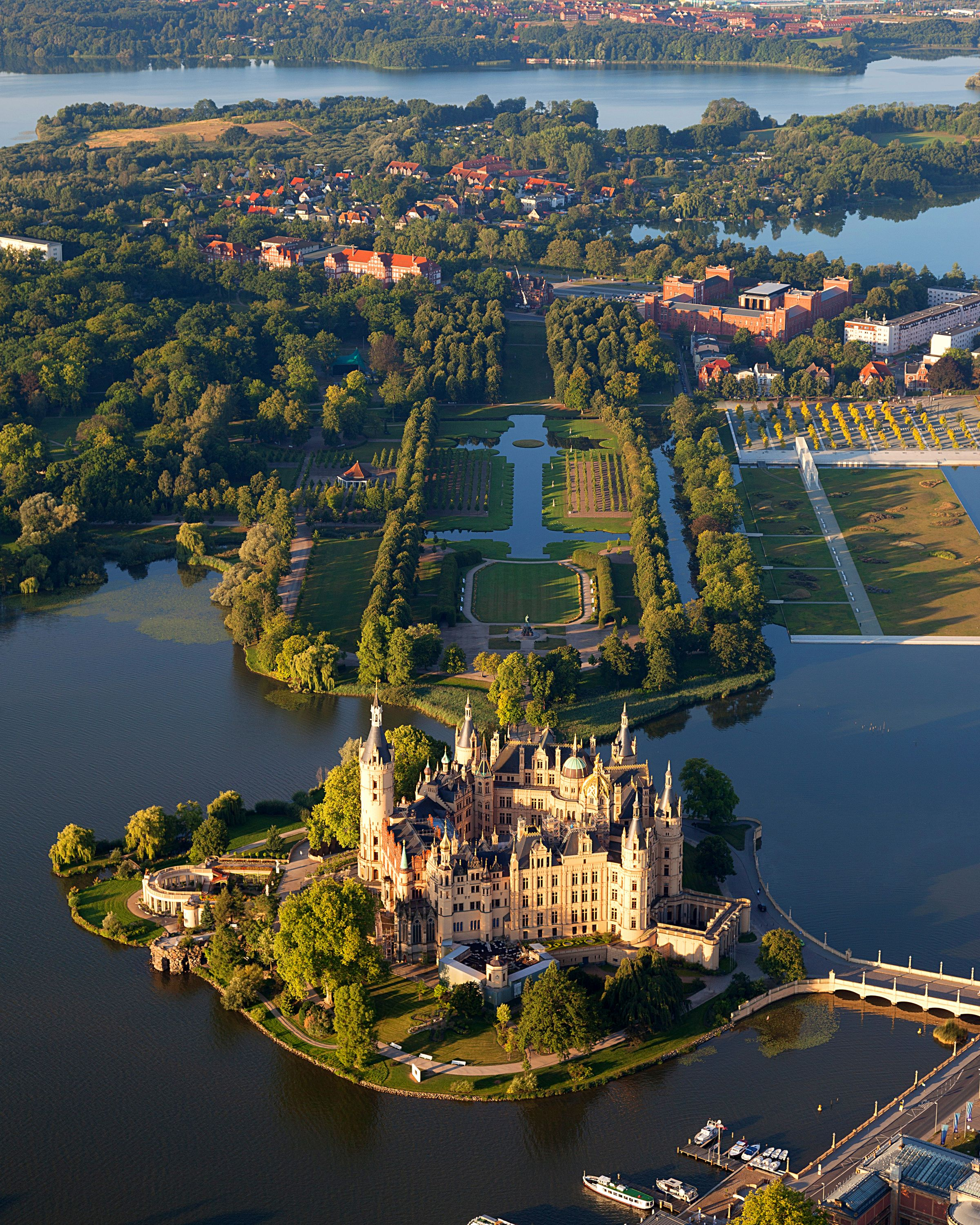
Lâu đài Schwerin, một biểu tượng của Mecklenburg-Vorpommern và là trụ sở của quốc hội bang

Các phần đất lịch sử Mecklenburg và Vorpommern, được chia tách bằng đường gạch nối trắng-đỏ. Các huyện mới theo cải cách hành chính huyện từ 2011

Mecklenburg-Vorpommern (tiếng Đức: [ˈmeːklənbʊʁk ˈfoːɐ̯pɔmɐn], viết tắt là MV) là một bang nằm ở Đông Bắc Đức.
Bang được thành lập năm 1945, là kết quả của việc sáp nhập vùng Mecklenburg với vùng Vorpommern là vùng còn lại thuộc Đức của tỉnh Pommern thuộc Phổ sau Chiến tranh thế giới thứ 2. Năm 1952, bang được chia thành 3 tỉnh của Cộng hòa Dân chủ Đức, năm 1990 được thành lập lại và trong quá trình thống nhất trở thành 1 bang của Cộng hòa Liên bang Đức. Bang giáp biển Baltic về phía Bắc, phía Tây giáp các bang Schleswig-Holstein và Niedersachsen, phía Nam giáp bang Brandenburg, phía Đông giáp tỉnh Zachodniopomorskie của Ba Lan. Bang Mecklenburg-Vorpommern được chia ra thành 6 huyện và 2 thành phố cấp huyện. Thủ phủ của bang là Schwerin. Thành phố lớn duy nhất trong số 84 đô thị của bang là thành phố vùng Rostock. Các thành phố trung tâm gần nhất là Hamburg, Stettin và Berlin. Mecklenburg Vorpommern là Bang ít dân cư nhất nước Đức.
Những ngành kinh tế chủ đạo của bang là đóng tàu và du thuyền, chế tạo máy, năng lượng tái tạo cũng như nông nghiệp và ngư nghiệp, công nghiệp thực phẩm, công nghệ sinh học và công nghệ thông tin. Ngành du lịch và chăm sóc sức khỏe đóng góp vào thu nhập quốc dân ở trên mức bình quân trong liên bang. Trường Đại học Tổng hợp Greifswald và Trường Đại học Tổng hợp Rostock là 2 trong số các trường đại học lâu đời nhất ở châu Âu. Ở các thành phố này và các thành phố khoa học có trường đại học khác ngày càng tập trung nền công nghệ mũi nhọn.
Ở Mecklenburg-Vorpommern có 3 trong số 14 vườn quốc gia của Đức và như vậy là nhiều hơn bất cứ 1 bang nào khác của Đức. Hai đảo lớn nhất của Đức là đảo Rügen và đảo Usedom nằm ở biển Baltic thuộc Vorpommern. Mecklenburg-Vorpommern là một phần của vùng Đồng bằng Bắc Đức, địa hình phần lớn là bằng phẳng, tuy nhiên, do tác động của Kỷ băng hà cuối cùng cho nên ở nhiều vùng của bang có những dãy đồi như dãy đồi Mecklenburgische Schweiz và địa hình hồ như vùng hồ Mecklenburg. Khí hậu lục địa ôn hòa vả ở vùng bờ biển thì chịu tác động hải dương của biển Baltic.

## Tên gọi

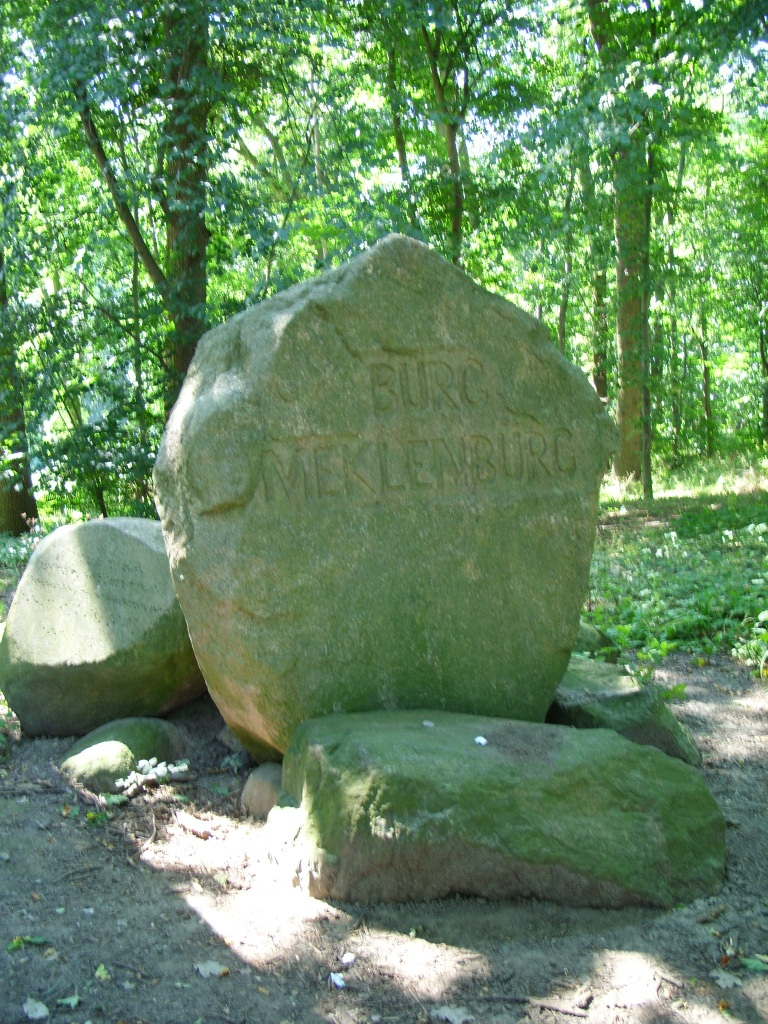
Đài kỷ niệm Thành Mecklenburg

### Tên gọi của bang và cách phát âm
Từ  Mecklenburg  được phát âm trong ngôn ngữ giao tiếp thông thường ở đa số các vùng như Meeklenburch.
Trong thổ ngữ Xắc-xông cổ từ mikil có nghĩa là ,,lớn". Trong thế kỷ thứ 10 và 11 thì từ Mikilinborg (thành lớn) rất thông dụng. Tên này dựa vào 1 tòa thành (Burg) Mecklenburg cạnh Wismar. Trong thời kỳ Trung cổ, từ này chuyển ra thành Mekelenborch trong ngôn ngữ Bắc Đức, sau đó trong tiếng Đức là Mecklenburg.
Tên gọi Pommern có nguồn gốc Xla-vơ: Po more- ,,đất cạnh biển''.
Tên viết tắt của bang trong ngôn ngữ giao tiếp thông thường rất thông dụng là MV và MeckPomm.
Cư dân của bang tùy theo vùng mà được gọi là người Mecklenburg hay người Vorpommern hoặc người Pommern. Thuật ngữ người Mecklenburg-Vorpommern không phổ biến.

## Lịch sử hình thành
Tên gọi Mecklenburg (,,Mikelenburg") xuất hiện lần đầu tiên trong một văn bản mà Hoàng đế Otto III đã ký ở Mikelenburg. Văn bản này có nguồn gốc từ năm 995. Trong thổ ngữ Xắc-xông có từ miki có nghĩa là,,lớn". Trong thế kỷ thứ 10 và 11 thì từ Mikilinborg (thành lớn) rất thông dụng. Tên này dựa vào tòa thành (Burg) Mecklenburg. Trong thời kỳ Trung cổ từ này chuyển thành Mekelenborch trong ngôn ngữ Bắc Đức, sau đó là Meklenburg và Mecklenburg.
Tên gọi Vorpommern xuất hiện tương đối muộn (thế kỷ thứ 16/17) là tên gọi của các vùng phía Tây sông Oder của Công quốc Pommern. Tên gọi Pommern thì lại có nguồn gốc Xla-vơ:..po morje'' = cạnh biển. Giai đoạn chính trị-địa lý này có cùng thời gian như giai đoạn của Mecklenburg. Ngay từ năm 1046 thì thân vương đầu tiên của Pommern là Zemuzil đã được biết đến. Khái niệm Pommern đã trở thành tên hiệu các vùng thống trị của Triều đại Greifen trong giai đoạn tiếp theo của thời Trung cổ.
Tên gọi,,Mecklenburg-Vorpommern xuất hiện lần đầu do sự thống nhất của bang Mecklenburg lúc đó với các khu vực phía Tây của tuyến sông Oder-Neiße của tỉnh Pommern thuộc Phổ trước đây (cùng với việc tách Stettin và Swinemüde ra), trên cơ sở mệnh lệnh của chính quyền quân quản Xô viết vào đầu tháng 6 năm 1945. Ban đầu, nhiều tên gọi khác nhau được sử dụng cho vùng hành chính mới này như,,Mecklenburg-Pommern" và trước đó do sự xem nhẹ phần đất Pommern chỉ đơn giản là,,Mecklenburg. Tên hiệu cuối cùng theo hướng dẫn của chính quyền Xô viết được lưu hành từ 25 tháng 2 năm 1947.
Mãi tới khi được thiết lập mới là bang trong sự thay đổi phân chia khu vực- căn cứ là 3 tỉnh phía Bắc của Cộng hòa Dân chủ Đức là Rostock, Schwerin và Neubrandenburg- vào mùa thu 1990, bang lại nhận tên hiệu là Mecklenburg-Vorpommern.

## Hành chính
Mecklenburg-Vorpommern bao gồm 2 thành phố độc lập là Rostock, Schwerin và các huyện: Mecklenburgische Seenplatte •  Nordwestmecklenburg •  Rostock •  Vorpommern-Rügen •  Vorpommern-Greifswald

## Du lịch
Chiếc ghế bãi biển được coi là biểu tượng của Du lịch ở MV đặc biệt là ở Biển Baltic. Có rất nhiều resort, spa, khách sạn bên bờ biển. MV được bầu là địa điểm du lịch phổ biến nhất nước Đức. Kể từ năm 2012 MV đã có sự tăng trưởng vượt bậc về số lượng khách quốc tế tham quan.
Các hòn đảo như Usedom, Rugen hay Hiddensee là đầu mối du lịch ở Đức.